# Ramnäs Bruk AB
Ramnäs Bruk AB är en svensk verkstadsindustri i Ramnäs i Surahammars kommun i Västmanland. Företaget tillverkar kätting i grov dimension, ofta använt som ankarkätting. Kunderna är i huvudsak offshoreindustrin men även fiskodlingar eller liknande användningsområden. Ramnäs Bruk ansökte om konkurs den 14 oktober 2019.
Företaget Ramnäs Bruk grundades i sin ursprungliga form år 1590. Verksamheten ombildades 1874 under namnet Ramnäs Bruks AB. Kätting tillverkades i Ramnäs från 1876. Flera kättingsmeder kom från Furudals bruk efter dess nedläggning 1884. Modern produktion av ankarkätting inleddes 1943. Kättingtillverkningen var nära att läggas ner 2003 då den dåvarande ägaren Scana Industrier begärde Ramnäs Bruks AB i konkurs. Företaget räddades av Rekonstruktionskapital AB och AB Arvid Svensson Invest. Det nya bolaget fick namnet Ramnäs Bruk AB.
I november 2011 köptes företaget av Vicinay Marine. Ramnäs Bruk AB producerar en specialiserad produkt och orderingången är starkt beroende av gällande konjunktur, bland annat priset på olja och gas som hämtas upp i offshoreanläggningar runt om i världen. Därför är orderingång och beläggning mycket varierande. Företaget anställer och hyr in personal vid orderingång och minskar ner till ett minimum i tider av låg beläggning. Här är några exempel:
Ramnäs bruk varslar nästan all personal (september 2017). Ny stororder tänder nytt hopp för Ramnäs bruk (februari 2018). Tillverkningen av kätting pågår dygnet runt (mars 2019). Ramnäs bruk tvingas varsla personal, 12 av 52 anställda har varslats och alla 14 inhyrda har lämnat (september 2019). Den 14 oktober 2019 ansökte Ramnäs bruk om konkurs efter över 419 års verksamhet. Bolaget drivs efter konkursen vidare av de gamla ägarna.
Tillverkningen av kätting i Ramnäs startar med elektrisk uppvärmning av rundstång till rätt temperatur (rödvarm) och kapning till rätt längd. Ämnet böjs till en länk som omsluter den senaste länken. Ändarna i länken svetsas samman med elektrisk motståndssvetsning (flash butt welding) utan tillsatsmaterial. Svetsen slipas slät. Värmebehandling görs. Alla svetsar kontrolleras med ultraljud. Länkar kan tillverkas med en godstjocklek upp till ca 15 cm. Transport sker oftast på järnväg till en utskeppningshamn. Eftersom kättingarna är mycket långa (normalt 2 km), ligger hela kättingen lastad på många vagnar med kätting även mellan vagnarna i ett tågsätt. Kätting kan tillverkas med eller utan stöd (tvärstag i varje länk). Tillbehör till kättingar som schacklar och andra skarvdon tillverkas också.  

## Bildgalleri

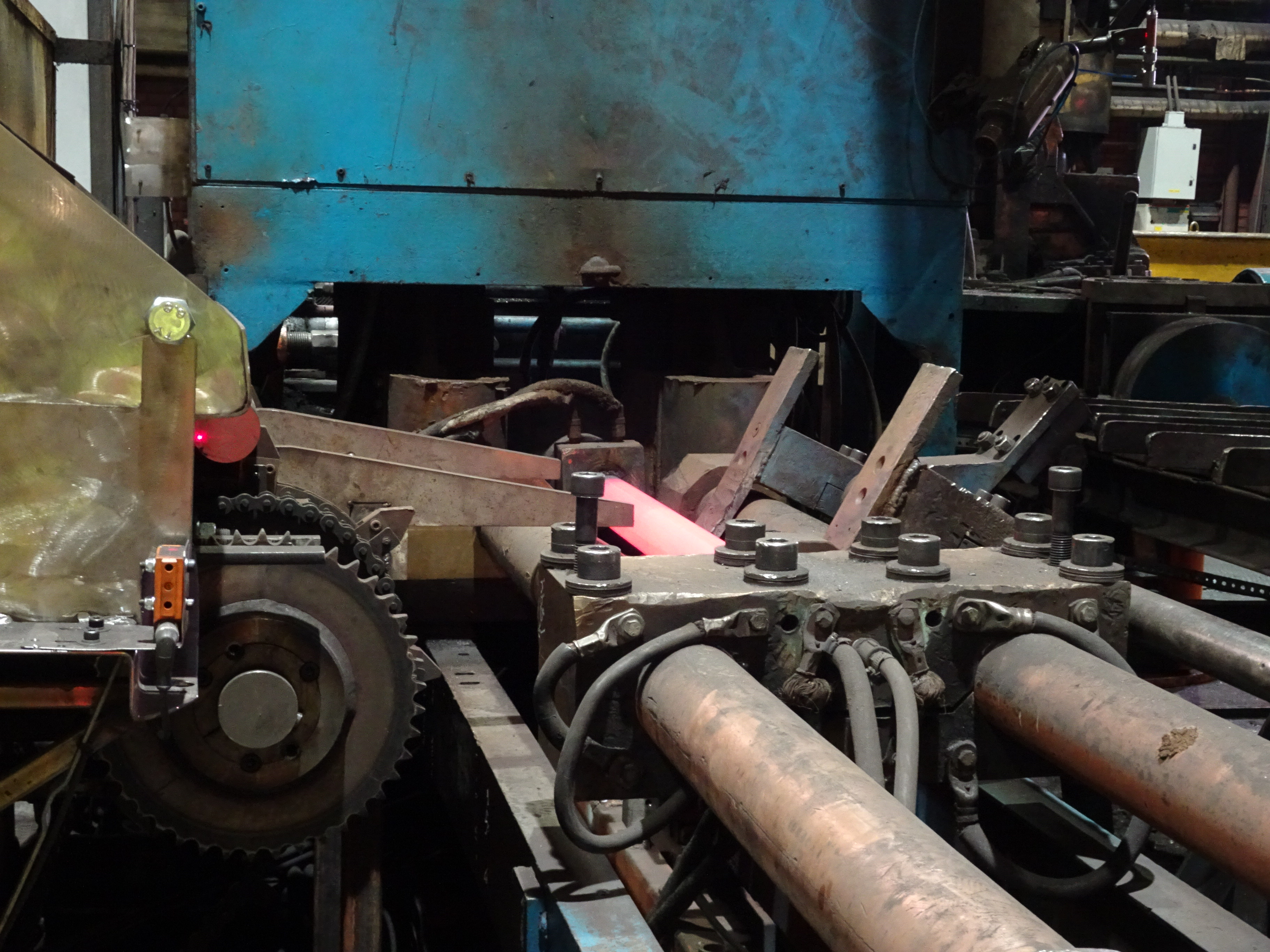
Varmröd stång som ska böjas till en länk i en offshore kätting.
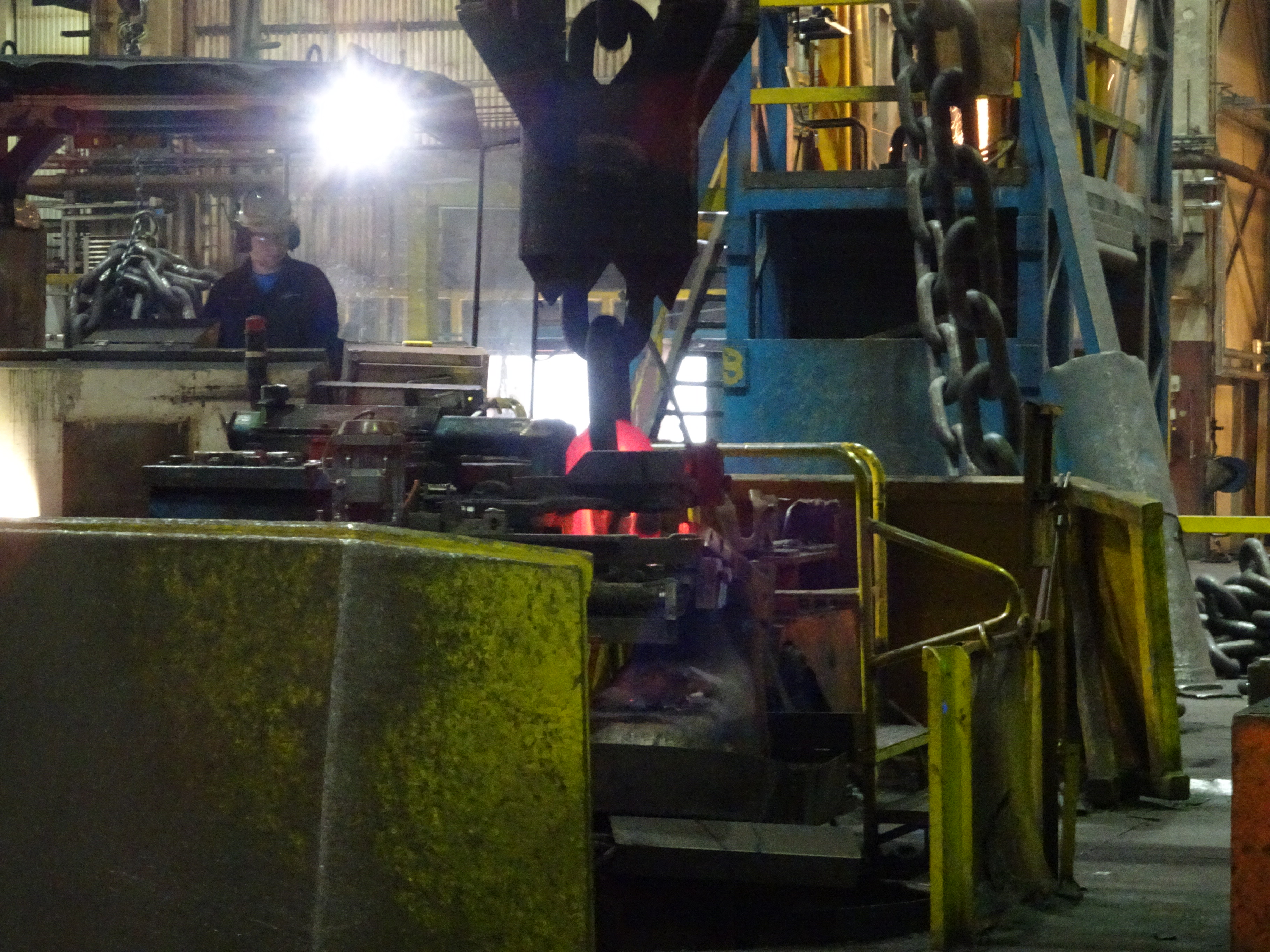
Varmröd länk som krokats i en länk.
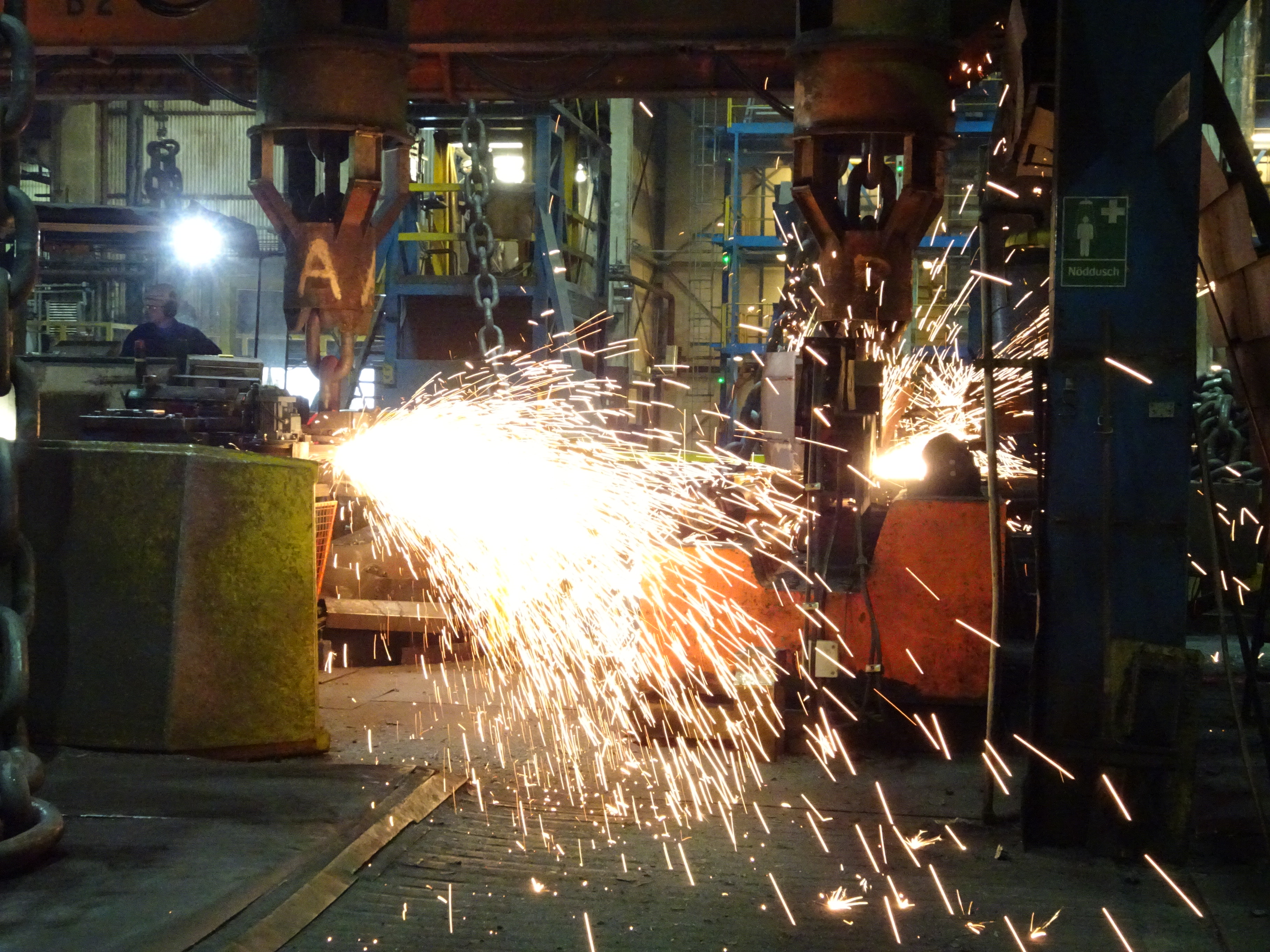
Motståndssvetsning och slipning av en ny länk.
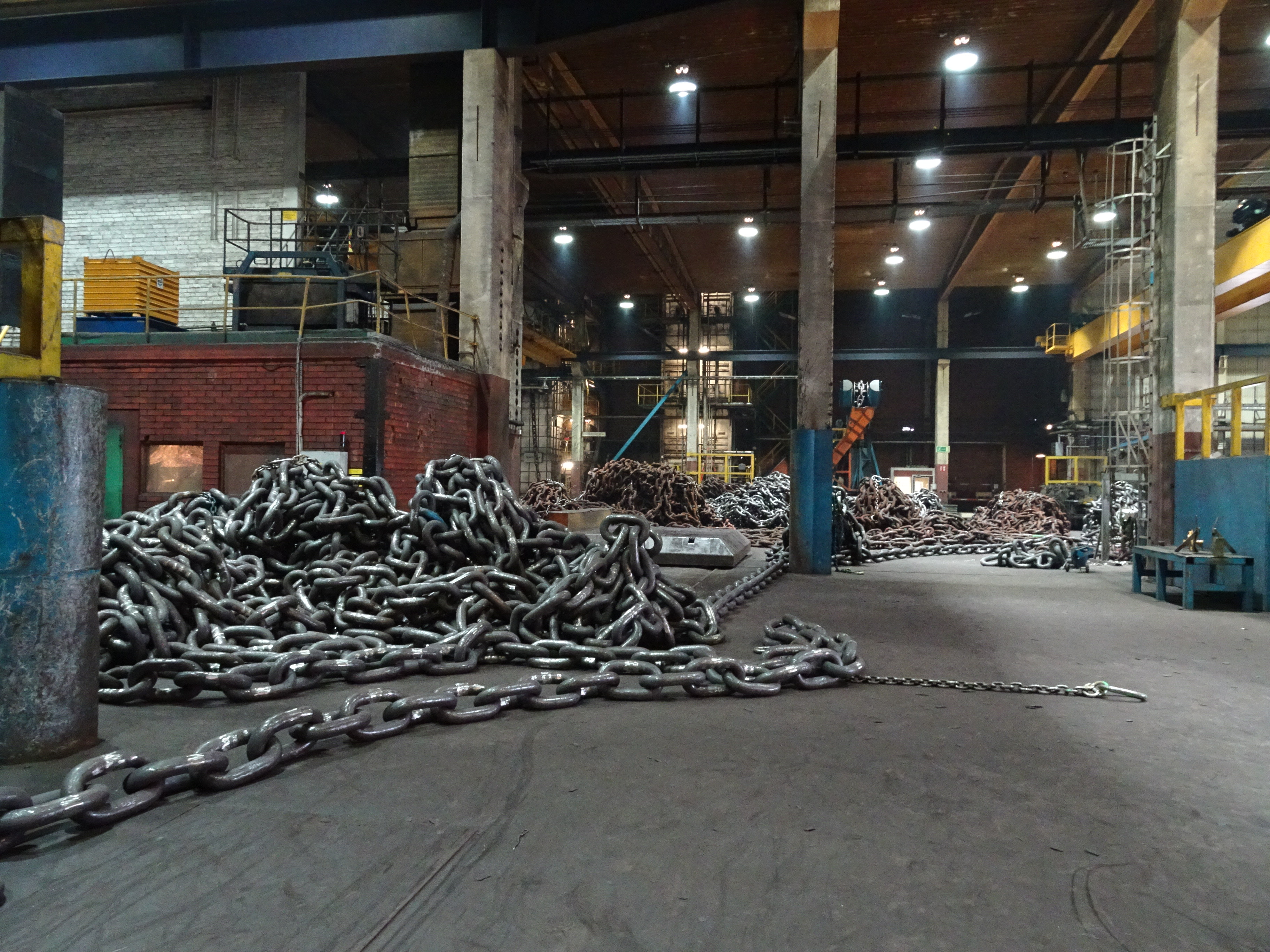
Nya kättingar väntar på leverans.
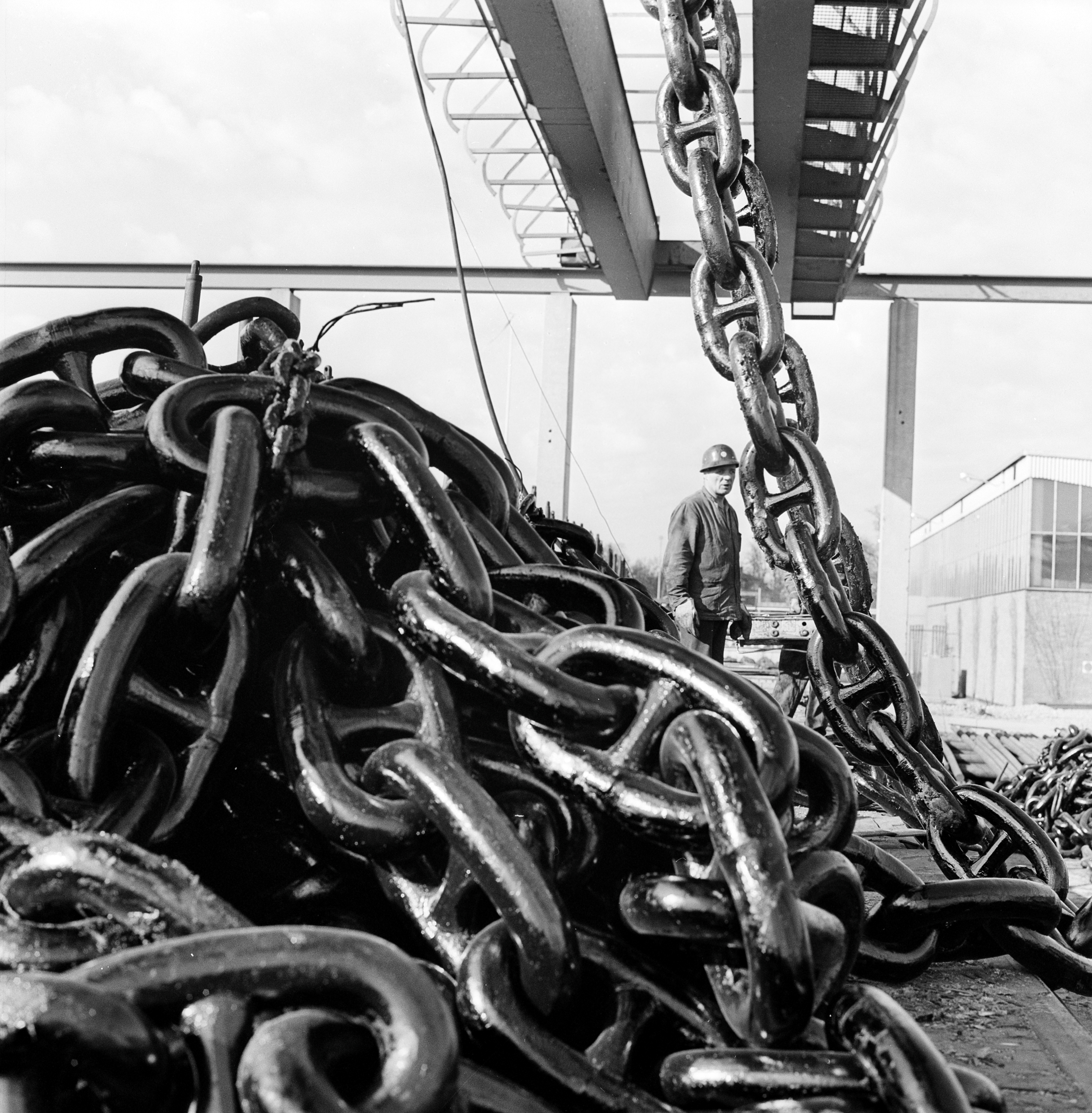
Utlastning på järnvägsvagnar, 1973.